# L'Érotisme et l'Amour
 (août 2025).
Si vous disposez d'ouvrages ou d'articles de référence ou si vous connaissez des sites web de qualité traitant du thème abordé ici, merci de compléter l'article en donnant les références utiles à sa vérifiabilité et en les liant à la section « Notes et références ».
L'Érotisme et l'Amour est un essai de René Étiemble, publié en 1987, qui traite de l’érotisme, de l’amour et de la pornographie.

## Résumé

### De l'érotisme
C’est là une entrée en matière. Elle pose que les cultures du monde partagent les mêmes fantaisies sexuelles. Que ce soit à Rome, en Chine, en Iran ou au Japon, on retrouve dans les arts à fréquence inégale des motifs comme la zoophilie, la fellation, la sodomie. En fait, les civilisations vierges de toute trace de judéo-christianisme, ont une liberté qui finalement est même très pure.
Le propre de l'érotisme
Étiemble se demande alors comment définir l’érotisme.  La chose est si souvent confondue avec ses nuances qu’à force de raisonner ainsi, on peut aller jusqu’à confondre Penthouse avec le Cantique des Cantiques.
Certaines civilisations n’ont qu’à faire l’amour pour imiter leurs dieux comme dans la Grèce antique. Mais le christianisme condamne avec zèle tout amour qui n’est pas procréateur. La vie de Jésus ne contient pas de sexualité ; il prône la chasteté comme rempart au pêché.
Cette austère conception de l’érotisme qui le confond avec le sale s’est imposée à des peuples qui n’ont rien demandé. Le résultat pervers en est que la jouissance se cherche désormais à travers la transgression.
De cette vision souillée de l’amour charnel, on constate que la littérature érotique reste sous forme de traités anatomiques, qui attirent surtout les regards coquins. L’esprit de l’homme est si perverti que l’érotique ne se distingue plus du cochon.
Incertitude de la littérature érotique
Zola prétend que « l’ignoble commence où finit le talent ». Mais ce critère n’est pas significatif des ouvrages érotiques. Cela dépend surtout de la réception de l’ouvrage.
Mais comment alors classer la littérature érotique ? Pas au regard des orientations sexuelles proposées, ni au genre d’amour, qu’il soit charnel ou pétrarquisant, ni en rapport avec les vertus morales. Elle se distingue surtout par son aspect libertaire.
Aux impurs tout est impur
Les termes pour désigner le sexe sont nombreux, mais leur usage courant en a fait des mots sales. Restent les images qui affluent en nombre dans le monde entier, mais à la lecture on retrouve quand même une envergure perverse. Pour faire une littérature érotique propre, il faudrait qu’elle soit écrite par des personnes vierges de toute morale sexuelle. Paradoxe !
Un théâtre érotique est-il jouable ?
Sachant qu’il met en scène des corps vivants, le théâtre érotique ne peut être que dégradant car on passe de la suggestion en littérature, à l’explicite. Ainsi, on bafoue la théâtre et l’érotique en même temps.
L’érotisme réconcilié avec la vie
Finalement, quand on se penche sur le contenu de la littérature érotique, on constate une espèce de pureté : le chant de l’acte charnel sans le but de procréer entre des individus qui s’aiment. Une littérature qui reste sensuelle sans être cochonne. C’est donc quelque chose de rare.
Estampes chinoises
Cependant, l’érotisme peut se représenter dans les estampes. Les chinoises respectent des codes précis : durant le coït, les femmes se doivent de toujours cacher avec des bottillons leur pied bot acquis : on censure le pied malgré une représentation détaillée de la vulve. Aussi la femme est-elle représentée en train de lire, de s’éventer durant l’acte amoureux.
On a avec la femme et l’homme l’idée d’une harmonie symbolisée par le yin et le yang. Et il est recommandé pour la bonne santé de l’amant de ne pas éjaculer. Les rites sont nombreux et cela fait de la sexualité chinoise tout un art. C’est cela par exemple qui distingue l’érotique de la pornographie.

### Du libertinage
Si on parle des religions qui vont avec leur morale rabaisser le plaisir sexuel, on retrouvera le mythe du libertin qui s’attachera à défier cette autorité religieuse. Motif qu’on trouve dans maint pays : la volonté de transgression est omniprésente, quels que soient les peuples.

### Et l'amour bordel
Du langage de l’amour
On parle tant d’érotisme ou de pornographie, mais l’amour dans tout ça ? On use bien de l’expression « faire l’amour par exemple ». Si certains, comme Georges Bataille, assimilent l’érotisme à la transgression, pour d’autres, c’est avant tout une question d’échange, de partage avec l’être aimé. Et l’on retrouve tout un vocabulaire dans le Kâmasûtra qui évoque l’amour au sens large du terme : l’évocation de l’union entre des éléments naturels ou des animaux, ce qui universalise l’idée de désir.
De l’amour
Comment aimer ? Dans le film d’Alain Tanner, Une flamme dans mon cœur, l’amour est confondu avec le sexe, il en découle une imperfection, un manque dans la relation de couple. On a tendance à user du verbe aimer trop facilement. D’ailleurs, les nuances pour exprimer ce sentiment sont rares dans la langue française. Mais finalement il n’y a pas vraiment de règle pour s’aimer : un amour de type « coup de foudre » peut mieux fonctionner qu’une relation qui s’est mise en place petit à petit. Des éléments extérieurs au tempérament de l’individu peuvent jouer aussi : le ronflement peut poser problème dans un couple en effet, ou plus simplement le décès prématuré d’un des conjoints. L’amour ne répond à aucune règle absolue et connaît une éternelle actualisation.

### De la pornographie
Au sentiment amoureux s’oppose la pornographie, où se représente une sexualité où seul règne le désir physique. Qui est la porte ouverte à toutes les perversions graves comme le viol ou la pédophilie. C’est la pornographie qui est à condamner.

### Une lettre pour conclure
Une lettre qui s’adresse à deux personnes aimées et qui prône l’importance du sentiment amoureux. La mise en application dans un contexte plus réaliste de tout ce qui a été dit avant.

## Commentaire critique
L’ouvrage d’Étiemble est intéressant car il montre les arts d’aimer de différents pays. Cependant, il ne cherche pas toujours à définir les termes techniques ou spécialisés nombreux au sein de son développement. Cela pousse le lecteur à se lancer dans des recherches fastidieuses, qui gâchent quelque peu le plaisir de lire.
Malgré cela, l’étude de l’amour à travers le contexte social et religieux n’est pas négligeable, et ouvre le lecteur à de nouvelles pistes de réflexion. Les théories proposées sont néanmoins discutables : comment peut-on se montrer aussi hostile à la pornographie, alors que ce n’est finalement que la retranscription animée de ce qu’on peut voir sur les shunga japonais ? Aussi, il est bien louable de condamner viol et pédophilie, mais peut-on se le permettre alors qu’au début de l’ouvrage l’on qualifie la zoophilie (entre autres) de « plaisir ingénieux » ? En effet, que cela concerne des abus sur des enfants ou des animaux, n’est-ce pas l’absence de consentement réciproque qui fait tache ?
La partie sur l’amour est finalement un long développement pour démontrer qu’il ne répond à aucune règle absolue. La rédaction de cette quarantaine de pages sur un sentiment qui se vit plus que ne se pense était-elle vraiment nécessaire ?
Décidément, l’œuvre d’Étiemble, en dehors de proposer un voyage amoureux (qui n’est pas évident à suivre d’ailleurs), ne nous éclaire pas plus sur les rapports de l’érotisme et de l’amour.